# Liu Liping
Liu Liping (forenklet kinesisk: 刘莉萍; traditionel kinesisk: 劉莉萍; pinyin: Liú Lìpíng, født 21. juni 1958) er en tidligere kvindelig kinesisk håndboldspiller der deltog under Sommer-OL 1984.
I 1984 var hun med på de kinesiske håndboldhold som vandt en bronzemedalje. Hun spillede i alle fem kampe og scorede 14 mål.